# مجمع برلمان جمهورية إندونيسيا
مجمع برلمان جمهورية اندونيسيا (بالإندونيسية: Kompleks Parlemen Republik Indonesia) هو مقر حكومي يمثل المجلس التشريعي الإندونيسي، والذي يضم الجمعية الاستشارية الشعبية ومجلس تمثيل الشعب ومجلس التمثيل الإقليمي.

## التاريخ
تم طلب بناء المبنى في 8 مارس 1965 من قبل الرئيس سوكارنو أول رئيس لإندونيسيا. كان هدفه هو استضافة مؤتمر القوى الناشئة الجديدة، وهو منافس للأمم المتحدة لبلدان حركة عدم الانحياز. كان من المقرر عقد المؤتمر الأول في عام 1966، وكان من المقرر الانتهاء من المبنى قبل 17 أغسطس 1966، وحدد 17 شهرا للبناء. بدأ البناء في مارس 1965 بعد مسابقة للتصميم. تم إيقاف المشروع بسبب محاولة الانقلاب في 30 سبتمبر 1965. تم التخلي عن فكرة القوى الناشئة الجديدة بعد سقوط سوكارنو، ولكن تم استئناف العمل في المبنى في عام 1966 ولكن بقصد استخدام المبنى للهيئة التشريعية. تم الانتهاء من بناء المجمع بأكمله على مراحل في كل من: مارس 1968 (المبنى الرئيسي نوسانتارا)، و1978 و1983.

### مايو 1998
في مايو 1998 احتل المباني حوالي 80.000 طالب من طلاب التعليم العالي احتجاجًا على إطلاق النار في تريساكتي، والرئاسة المستمرة لسوهارتو والدعوة إلى حل مجلس ممثلي الشعب والجمعية الاستشارية الشعبية للفترة 1998-2003.

## المجمع
يضم المجمع ستة مبان. المبنى الرئيسي هو نوسنتارا مع سقف جارودا فريد على شكل جناح، ويحتوي على قاعة اجتماعات عامة تتسع لـ 1.700 مقعد. أما المباني الخمسة الأخرى فهي نوسنتارا 1، وهي عبارة عن مبنى من 23 طابقًا يحتوي على مكاتب أعضاء المجلس وقاعات اجتماعات، ونوسنتارا 2 ونوسنتارا 3 والتي تحتوي على قاعات اجتماعات ومكاتب للجنة، ونوسنتارا 4 تستخدم للمؤتمرات والاحتفالات، ونوسنتارا 5 وهو قاعة عامة تتسع لعدد 500 مقعد.